# Адолфо Алсина (департамент)
Адолфо Алсина е департамент в провинция Рио Негро, Аржентина. Наречен е в чест на втория вицепрезидент на Аржентина Адолфо Алсина.